# Alexander Busch
Alexander Magnus Busch (* 25. Juli 2003 in Resenbro) ist ein dänischer Fußballspieler. Er spielt seit seiner Kindheit für Silkeborg IF. Ferner ist er auch dänischer Nachwuchsnationalspieler.

## Karriere im Verein
Alexander Busch kommt ursprünglich aus Resenbro, einem Vorort von Silkeborg, und spielte bei Resenbro UIF, bevor er im Alter von neun Jahren in die Jugendabteilung von Silkeborg IF wechselte. Er gab am 15. Mai 2021 im Alter von 17 Jahren beim 4:1-Sieg im Zweitligaspiel gegen HB Køge sein Profidebüt. Bis zum Ende der Saison 2020/21 kam Busch auf insgesamt drei Einsätze und mit seinem Verein stieg er in die Superligaen auf. In der Erstklassigkeit kam Busch auch nur auf zwei Partien, in der Spielzeit 2022/23 hatte er in der regulären Saison nur ein Spiel bestritten, erkämpfte sich dann allerdings in der Abstiegsrunde einen Stammplatz als Innenverteidiger. Alexander Busch erreichte zudem mit Silkeborg IF im dänischen Pokalwettbewerb das Halbfinale, wo Aalborg BK Endstation war.

## Nationalmannschaftskarriere
Für die U19 Dänemarks sowie für die U20 der Dänen kam Alexander Busch auf lediglich jeweils einen Einsatz. Am 20. Juni 2023 kam er beim 2:2 im EM-Qualifikationsspiel in Vejle gegen Wales zu seinem ersten Spiel für die U21-Nationalmannschaft.